# Festival du livre de Mouans-Sartoux
Le festival du livre de Mouans-Sartoux, créé en 1988 est organisé chaque année en octobre par la ville de Mouans-Sartoux. Avec une fréquentation de 50 000 visiteurs il est devenu l'un des plus grands de France.

## Organisation et déroulement
Le festival se déroule sur le 1er ou le 2e week-end du mois d'octobre chaque année à Mouans-Sartoux. Plusieurs espaces sont créés et aménagés pour l'occasion :
- Espace Littérature, BD et café littéraire
- Espace café beaux livres
- Espace citoyen
- Espace jeunesse, BD, ado
- Espace livres anciens bouquiniste
- Conférences et débats (cinéma)

Sur les trois jours, les étudiants de l'Ecole de journalisme de Cannes (EJC) produisent le traditionnel journal du festival, distribué quotidiennement et publié sur internet. Un journal radio est également produit et diffusé dans les haut-parleurs et sur la chaine YouTube de l'EJC.

## Les différents festivals

### 2010
Thème du festival : États d’urgences
"Relever les urgences diverses, tenter de les comprendre, de les analyser et de trouver ensemble les solutions pour les enrayer, tel a été l’objectif de l'édition 2010. Mais quelles urgences ? Celles de la planète évidemment ; une Terre fragilisée, dont les signaux d’alertes se multiplient ainsi qu’une humanité mise en péril par ses propres excès".
Quelques invités : Florence Aubenas, Guy Bedos, Pascal Bruckner, Catherine Cabrol, Bernardo Carvalho, Hanan El Cheikh, Mathias Enard, Martin Hirsch, Sabatina James, Nadia Kaci, Fatiha Maamoura, Patrick Pelloux, Rahmouna Salah, Antoine Volodine.

### 2011
Thème : « Où allons-nous si vite ? »

### 2012
Le festival fête ses 25 ans. Le thème retenu est  « Et si on rallumait les étoiles ? »
200 libraires et éditeurs assistent au Festival, dont Actes Sud en invité d'honneur. Parmi les écrivains, sont présents  Céline Curiol, Nicolas d'Estienne d'Orves, Colombe Schneck, Boris Cyrulnik ou encore Aurélien Bellanger et Emmanuelle Pagano. Cette dernière est lauréate de la première résidence d'écrivain du festival.

### 2013
Le thème annoncé est « Même pas peur ! ».
Le lauréat de la résidence d'écrivain du festival est Céline Curiol.

### 2014
En 2014, le thème est « Où vont nos rêves ? ».
Le lauréat 2014 de la résidence d'écriture du festival est Emmanuel Adely.

### 2015
Le thème est « L'autre comme moi ». 400 auteurs sont présents. Le festival est sous la présidence de Edgar Morin, et les trois invités d'honneur sont Didier Van Cauwelaert, Cynthia Fleury et Daniel Pennac.
L'éditeur invité est Albin Michel. L'éditeur jeunesse invité est Albin Michel Jeunesse. L'éditeur BD invité est Dargaud.
Le lauréat 2015 de la résidence d'écriture du festival est Louise Desbrusses.

### 2016
Le thème est « Vivre ». 400 auteurs sont présents.
L'éditeur invité est Seuil. L'éditeur jeunesse invité est Seuil Jeunesse. L'éditeur BD invité est Dupuis. 
Le lauréat 2016 de la résidence d'écriture du festival est Fabienne Jacob.

### 2017
Le festival fête sa 30e édition. Le thème est « Aller à l'idéal ». L'affiche est réalisée par l'illustratrice Caroline Attia-Larivière.
Un hommage est fait à Peter Brook en sa présence.
Le lauréat 2017 de la résidence d'écriture du festival est Néhémy Pierre-Dahomey.

### 2018
Le thème est « À nous, à nous, la liberté ! ». 
L'éditeur invité d'honneur est éditions de l'Aube ; l'éditeur jeunesse invité d'honneur est Rue du monde  ; l'éditeur invité d'honneur BD est Glénat.
== 

## Prix Mouans-Sartoux du livre engagé pour la planète
| Année | Présidence   | Catégorie ROMANS ADULTES                                     | Catégorie ESSAIS                                            | Catégorie JEUNESSE                                                                              | Catégorie ALBUMS ADULTES                                          | Catégorie BD                                                |
| ----- | ------------ | ------------------------------------------------------------ | ----------------------------------------------------------- | ----------------------------------------------------------------------------------------------- | ----------------------------------------------------------------- | ----------------------------------------------------------- |
| 2024  | Alexis Jenni | Zineb Mekouar, Souviens-toi des abeilles, éditions Gallimard | Lucie Pierrat-Pajot, Au large des vîles, éditions Gallimard | Val Reiyel, Virginie Grosos (illustratrice), Embrouille dans les Pouilles, éditions circonflexe | Johann Gis, Permaculture. La bible pour débuter, éditions Rustica | MoPi, Pizzly Cap Grand Nord, éditions Des Livres et du Rêve |

### Sources
- « Dossier de presse du festival du livre 2011 », sur lefestivaldulivre.fr (consulté le 2 mars 2012)